# Sitio de Barcelona (1697)
El sitio de Barcelona, fue un episodio de la guerra de los Nueve Años, que tuvo lugar entre 15 de junio y el 8 de agosto de 1697 en Barcelona y tuvo como desenlace una victoria francesa sobre los españoles.

## Desarrollo
Mientras Victor Marie d'Estrées asediaba la ciudad por mar, Louis-Joseph de Vendôme abría las trincheras el 15 de junio de 1697. 
Las repetidas salidas de los sitiados, hasta cuatro en una noche, no impidieron la continuación de los trabajos.
La plaza estaba bien guarnecida y conservaba comunicación con las tropas de Francisco de Velasco, virrey de Cataluña.
Los españoles prepararon una salida de la guarnición y un ataque simultáneo de las tropas del virrey, la madrugada del 15 de julio.
Prevenido por un espía, el duque de Vendôme decidió atacar el primero el campamento del virrey.
El ataque lanzado a las 2 de la madrugada se resolvió exitosamente, el virrey huyó, en camisa, sin poder llevarse ni papeles ni cofres. 
Pero mientras los franceses saqueaban el campamento, quemando todo lo que no se podían llevar, la caballería española intentó vanamente resistir. Tuvo que abandonar el terreno dejando 800 muertos o prisioneros.
En la noche del 15 al 16 de julio, la contraescarpa fue destruida. El 5 de agosto mientras los franceses se preparaban para el asalto final, Vendôme hizo proposiciones de capitulación que los Españoles aceptaron el 8 de agosto. La fortaleza de Montjuic, comandada por Jorge de Darmstadt, se rinde igualmente, sin ser atacado.

## Secuelas
Los españoles abandonan la ciudad con los honores. Se les concede treinta piezas de cañón, cuatro morteros y tantos carros como deseasen. Una tregua es observada hasta el 1º de septiembre.
La Corzana fue nombrado virrey de Cataluña en sustitución de Francisco de Velasco, solicitado en Madrid. El duque de Vendôme fue también nombrado virrey de Cataluña, en nombre del rey de Francia, y recibe 50 000 escudos.
El asedio propiamente dicho duró 52 días, durante los cuales, según Saint Simon, « Pereció mucha gente de una parte y de la otra en ese asedio, pero ninguna con rango. »
El Tratado de Ryswick fue firmado el 20 de septiembre con España, y el 30 de septiembre con el Sacro Imperio, poniendo fin a la guerra de los Nueve Años.

## Plano del asedio

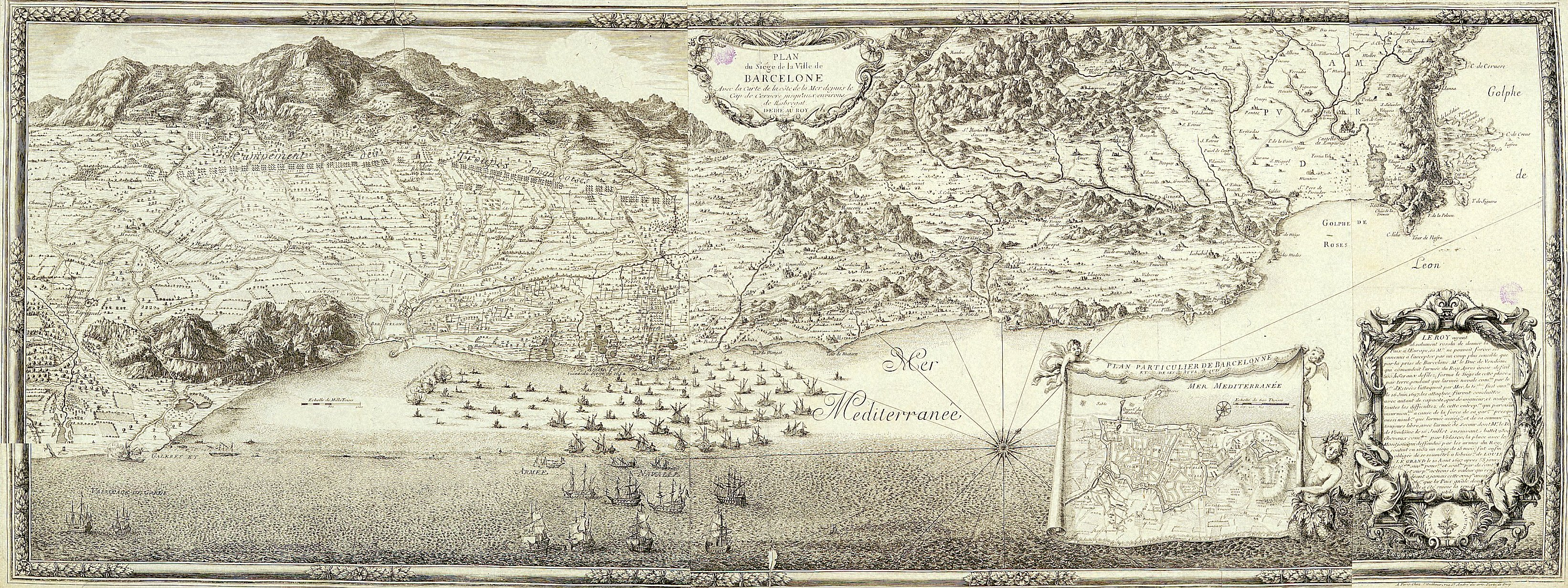
« Plano del Sitio de Barcelona : Con el mapa de la costa del Mar desde el cabo de Cerbère hasta las proximidades del Llobregat ». 1698